# دوغلاس بيريرا
دوغلاس بيريرا دوس سانتوس (بالبرتغالية: Douglas Pereìra dos Santos‏) (مواليد 6 أغسطس 1990 في مونتي أليغري، غوياس، البرازيل) هو لاعب كرة قدم برازيلي، يلعب في مركز الظهير الأيمن، لعب منذ ما كان عمره 12 عام مع نادي غوياس ثم انتقل إلى ساو باولو في 2012 ، ثم في 26 أغسطس 2014 وقع عقدا مع نادي برشلونة مقابل 1.5 مليون يورو£ ؛ لعب مع المنتخب البرازيلي تحت 20 عامًا وشارك معه في كاأس أمريكا الجنوبية تحت 20 عامًا لسنة 2009 و مونديال تحت 20 عامًا لسنة 2009.

## روابط خارجية
- دوغلاس بيريرا على موقع الاتحاد الدولي (مؤرشف)  (الإنجليزية)
- دوغلاس بيريرا على موقع الاتحاد الأوربي (الإنجليزية)
- دوغلاس بيريرا على موقع اتحاد تركيا (لاعب) (الإنجليزية)
- دوغلاس بيريرا على موقع قاعدة بيانات كرة القدم.إي يو (الإنجليزية)
- دوغلاس بيريرا على موقع Soccerbase.com (لاعب) (الإنجليزية)
- دوغلاس بيريرا على موقع Soccerway.com (الإنجليزية)
- دوغلاس بيريرا على موقع عالم كرة القدم.نت (الإنجليزية)
- دوغلاس بيريرا على موقع AS.com (الإسبانية)